# Muzeum Uzejira Hadžibejova (Šuša)
Muzeum Uzejira Hadžibejova je dům-muzeum Uzejira Hadžibejova, ázerbájdžánského skladatele, muzikologa-vědce, publicisty, dramatika, pedagoga a veřejné osobnosti, zakladatele moderního ázerbájdžánského profesionálního hudebního umění a národní opery, které se nachází ve města Šuša.
Muzeum fungovalo od roku 1959 do roku 1992. V roce 1992, po obsazení města Šuša arménskými ozbrojenými silami, muzeum zastavilo svou činnost, jeho budova muzea byla zničena, exponáty byly vyrabovány. Zachovalo se pouze 136 z 1700 exponátů muzea.
Dne 7. listopadu 2020, po osvobození města Šuša, začaly restaurátorské práce muzea.

## Dějiny
Poté, co Uzeyir Hajibeyov zemřel 23. listopadu 1948, Rada ministrů Ázerbájdžánu SSR přijala 16. února 1949 rozhodnutí o zachování jeho jména. Odstavec 4 rozhodnutí uvedl:
"Oddělení umění pod ministerstvem kultury Ázerbájdžánu SSSR by mělo být pověřeno vytvořením domovního muzea pana Uzejira Hadžibejova v Baku na ulici Ketskhoveli 67 a ve městě Šuša."
Dům byl postaven ve městě Šuša v 19. století. V tomto domě od roku 1959 za podpory Ázerbájdžánské národní akademie věd, Ázerbájdžánského historického muzea, Ministerstva kultury a Hudebního fondu funguje dům-muzeum pana Uzejira Hadžibejova. Zpočátku se toto muzeum skládalo ze 4 místností. Později, v souvislosti se 100. výročím skladatele, v roce 1985, bylo muzeum rozšířeno, jedna jeho část byla přeměněna na dvoupatrový a druhá patrový pamětní dům. Muzeu bylo předáno mnoho předmětů patřících Uzejiru Hadžibejovovi od organizací podřízených ministerstvu kultury, včetně Ázerbájdžánského historického muzea. Zde byla vztyčena sádrová socha pana Uzejir Beja. V roce 1978 byl dům-muzeum Uzejira Hadžibejova zrekonstruován a na jeho nádvoří byl zprovozněn komplex pramenů. Muzeum pracovalo se dvěma a později šesti zaměstnanci - ředitelem, správcem fondu, vědeckým pracovníkem, restaurátorem, dozorcem, hlídačem do roku 1983. V roce 1985 bylo 100. výročí pana Uzejira Hadžibejova široce oslavováno UNESCO, hosté z mnoha zemí světa navštívili dům-muzeum pana Uzejira Hadžibejova ve městě Šuša, kde se konaly velké jubilejní události. Muzeum fungovalo až do roku 1992, až do obsazení města Šuša arménskými ozbrojenými silami. Později muzeum pokračovalo ve své činnosti v Domě – Muzeu pana Uzejira Hadžibejova v Baku.
Po osvobození města Šuša 7. listopadu 2020 byl v roce 2021 schválen projekt obnovy Domu - muzea Uzejira Hadžibejova. V současné době zde probíhají opravné a restaurátorské práce.

## Muzejní exponáty
V první místnosti muzea byly vystaveny cenné materiály vztahující se k prvním letům života Uzejira Hadžibejova - exponáty týkající se jeho studentských let a také fotografie příbuzných a rodinných členů do roku 1920. V expozici muzea jsou bohaté předměty související s prvotinami skladatele - rukopisy jeho prvotin. Ve druhé, třetí a čtvrté místnosti jsou vystaveny exponáty pokrývající skladatelovu činnost související se sovětským obdobím. V druhé místnosti byla také umístěna socha skladatele.
Před okupací arménskými ozbrojenými silami mělo muzeum asi 1700 exponátů. Během okupace bylo do domovního muzea, které v současnosti funguje ve městě Baku, přivezeno pouze 136 osobních věcí patřících Uzejirovi Hadžibejovovi. Asi tisíc šest set exponátů bylo zničeno arménskými ozbrojenými silami.

## Fotogalerie
Dům – Muzeum, zničený během arménské okupace:

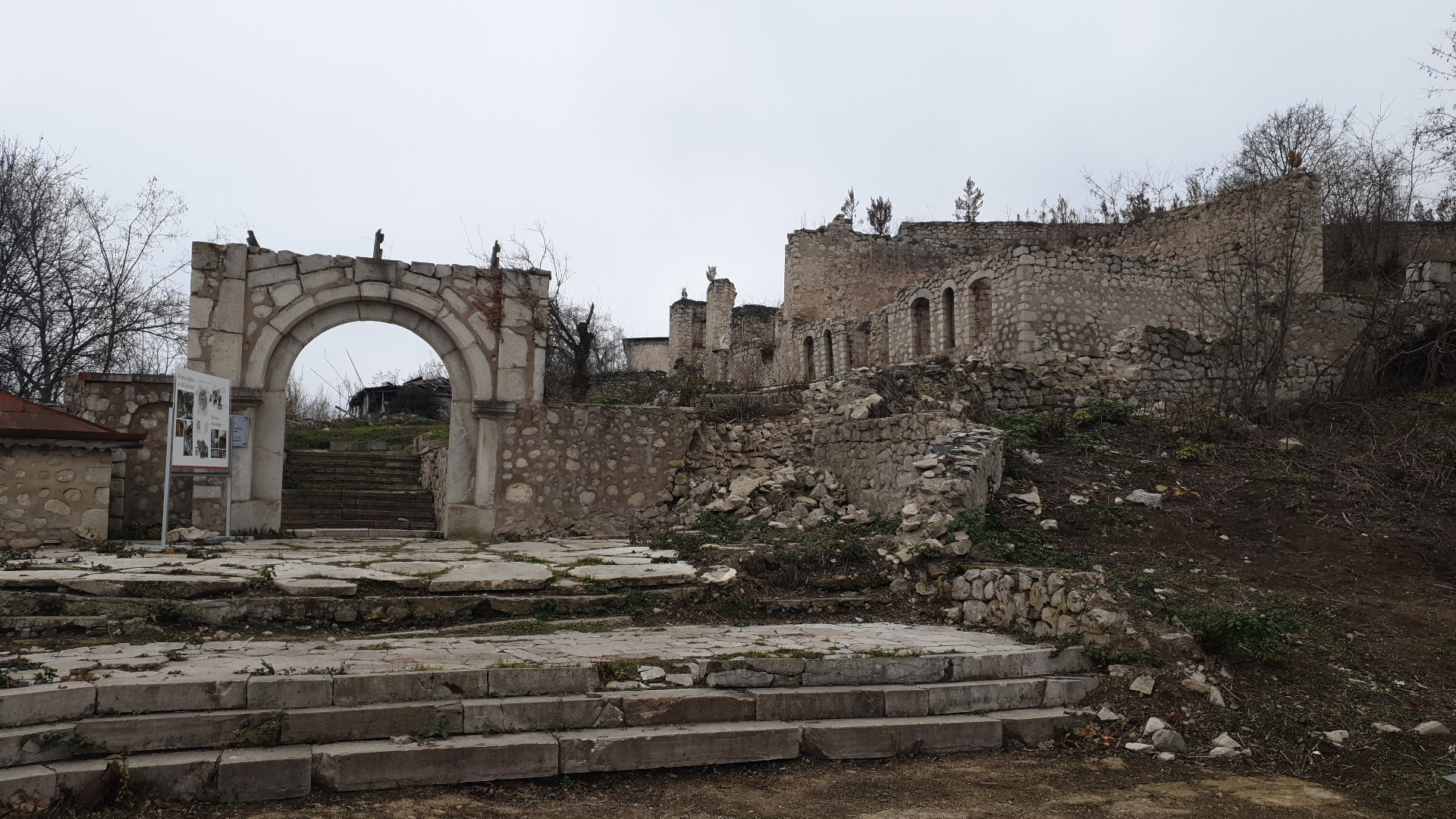
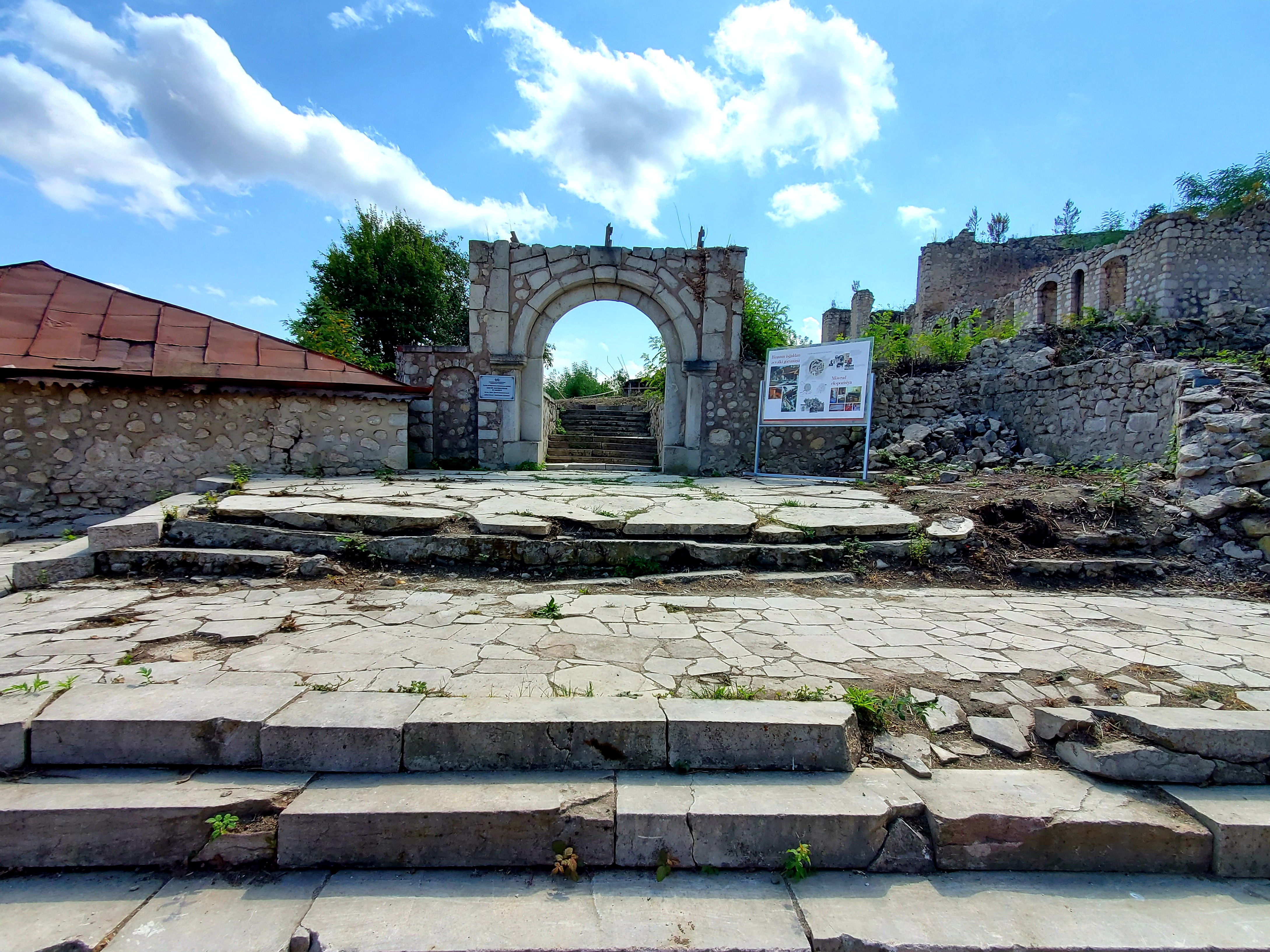
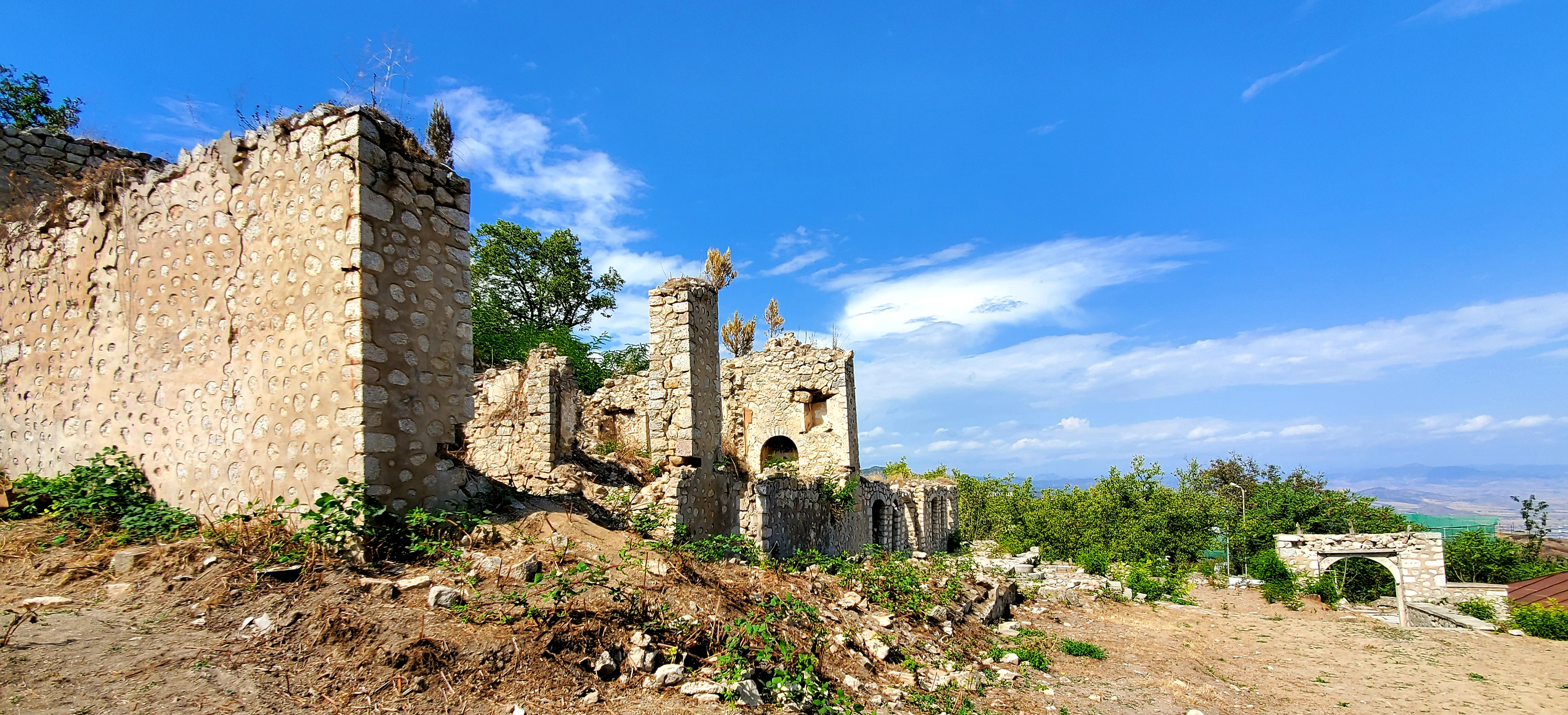
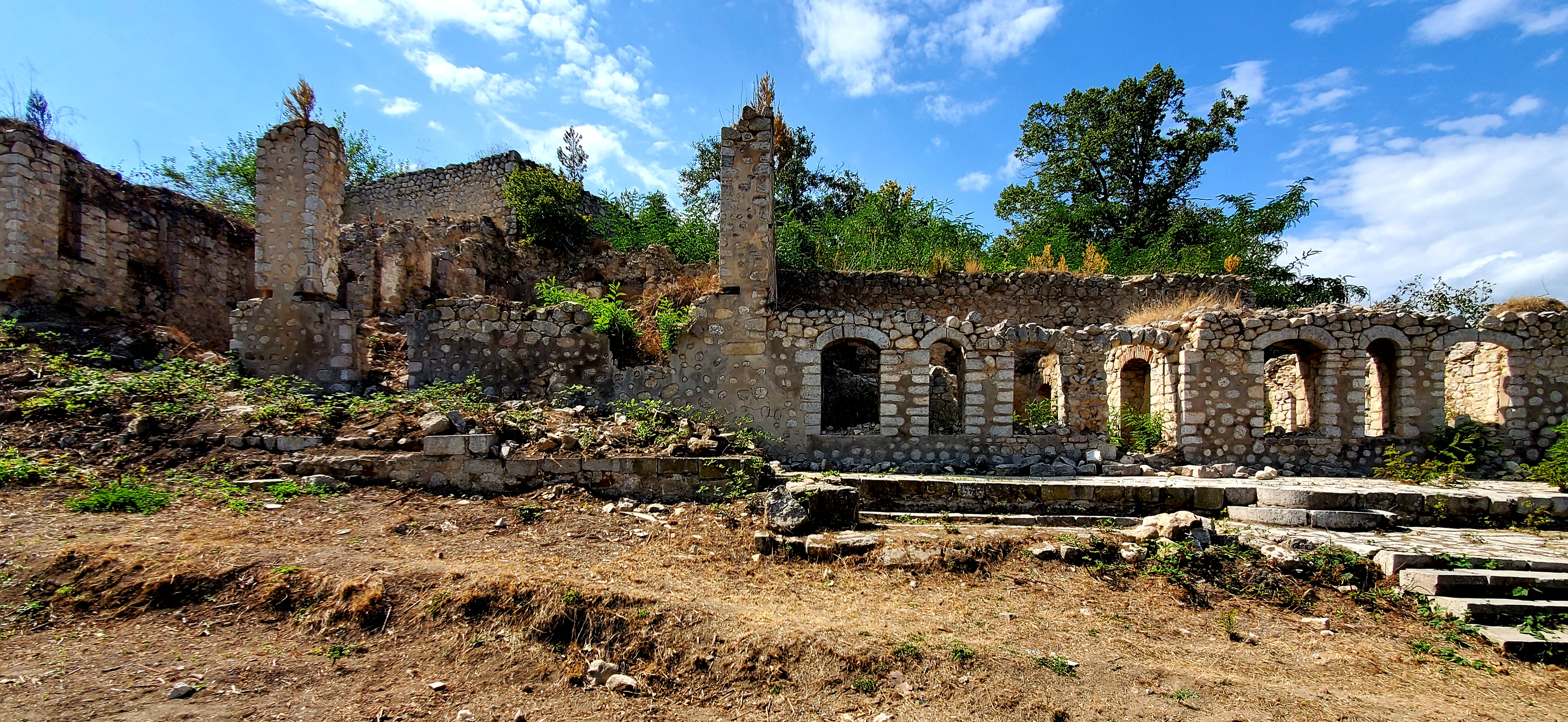
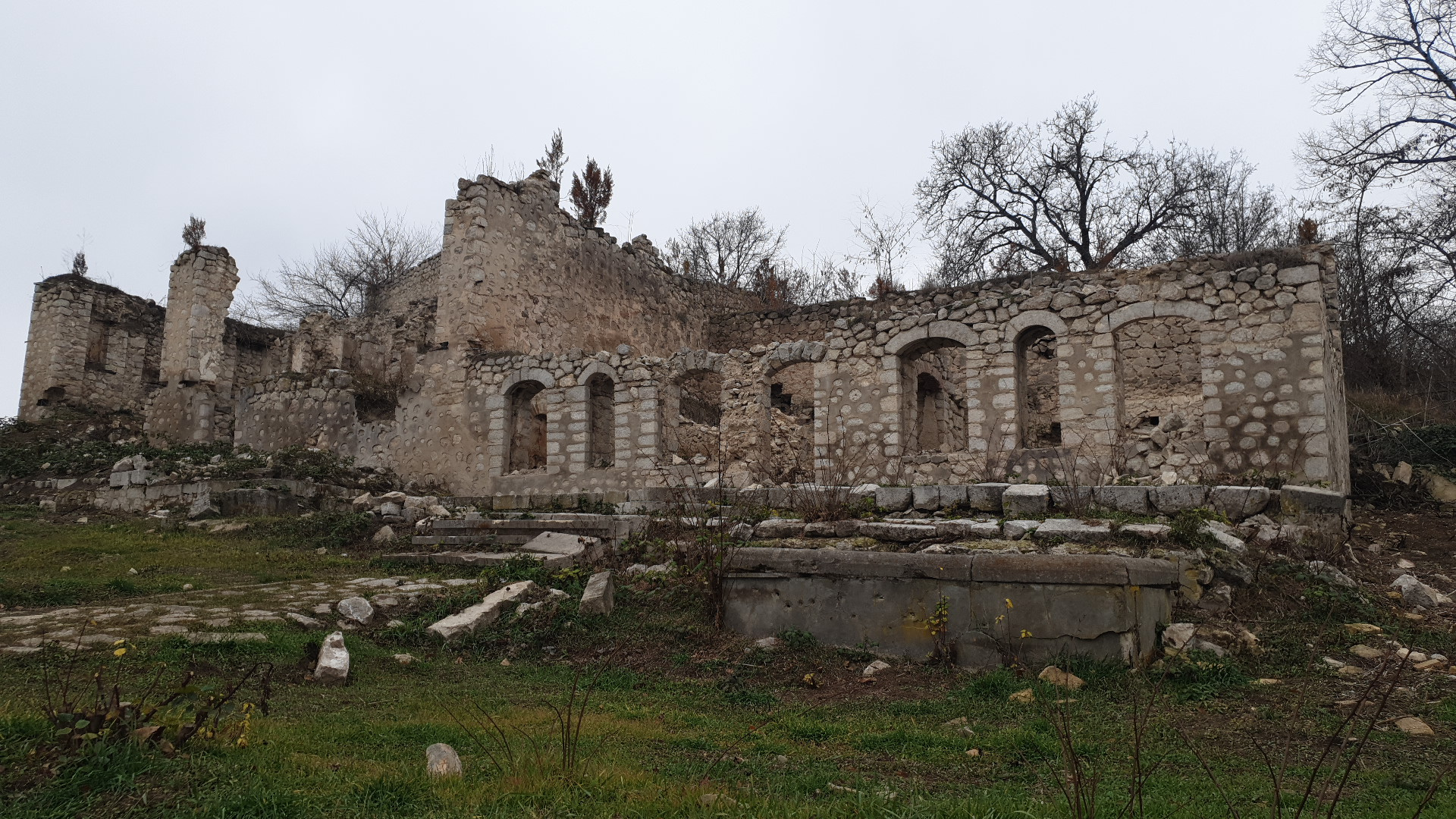
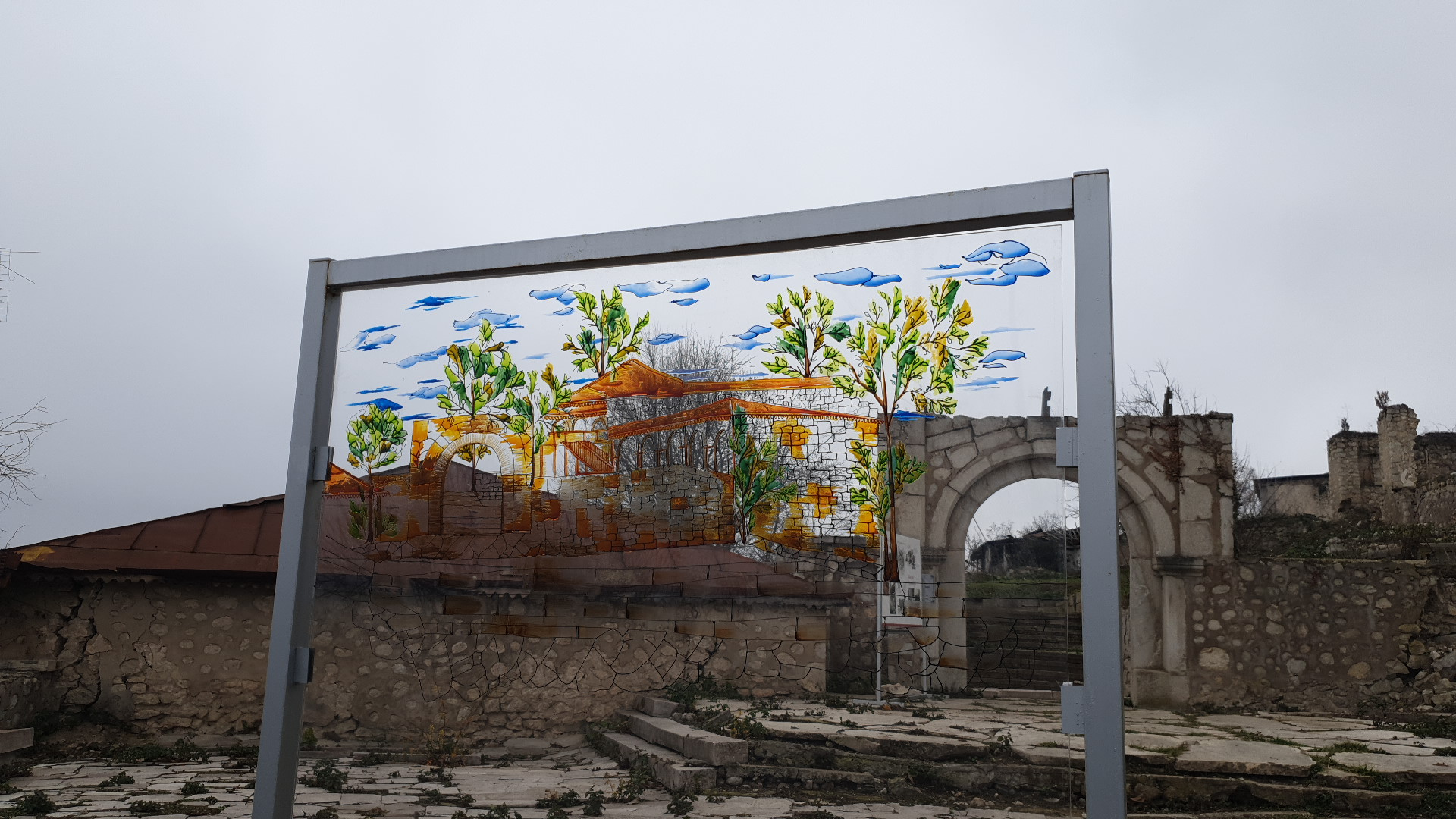
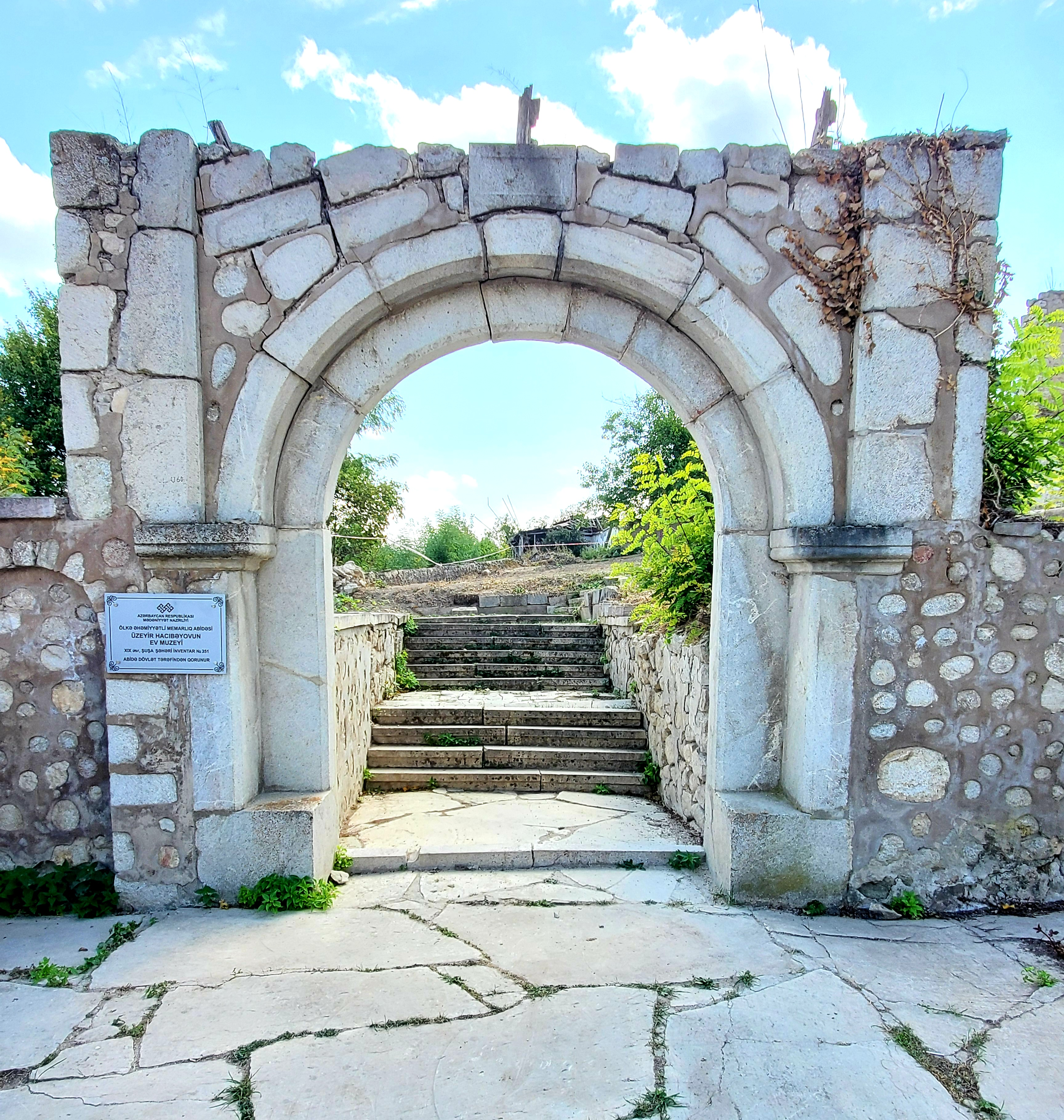
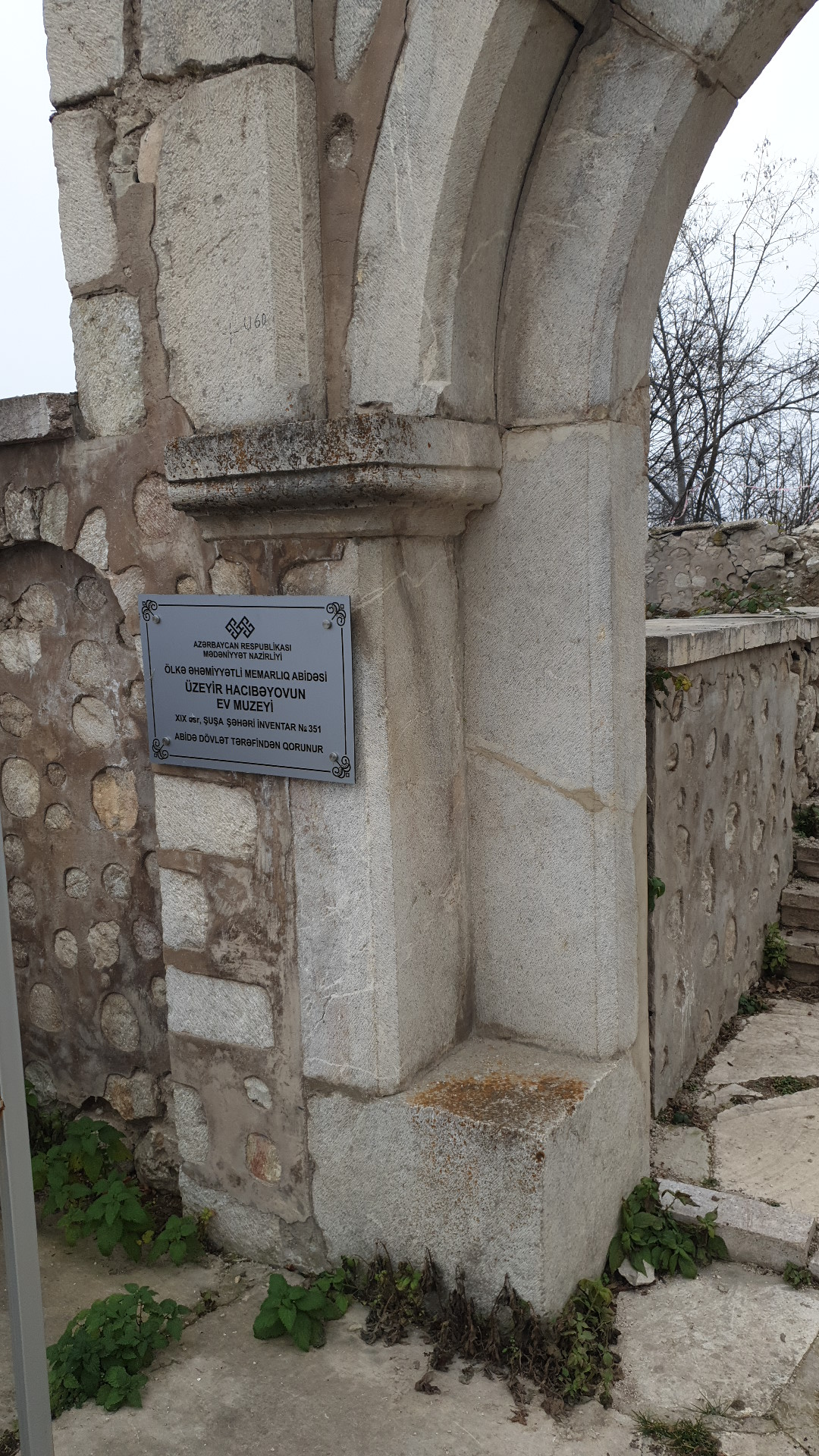